# San Juan Bautista Coixtlahuaca
San Juan Bautista Coixtlahuaca är en kommun i Mexiko.   Den ligger i delstaten Oaxaca, i den sydöstra delen av landet, 270 km sydost om huvudstaden Mexico City.
Följande samhällen finns i San Juan Bautista Coixtlahuaca:
- Río Blanco
- El Zapotal